# Economia de Bolívia

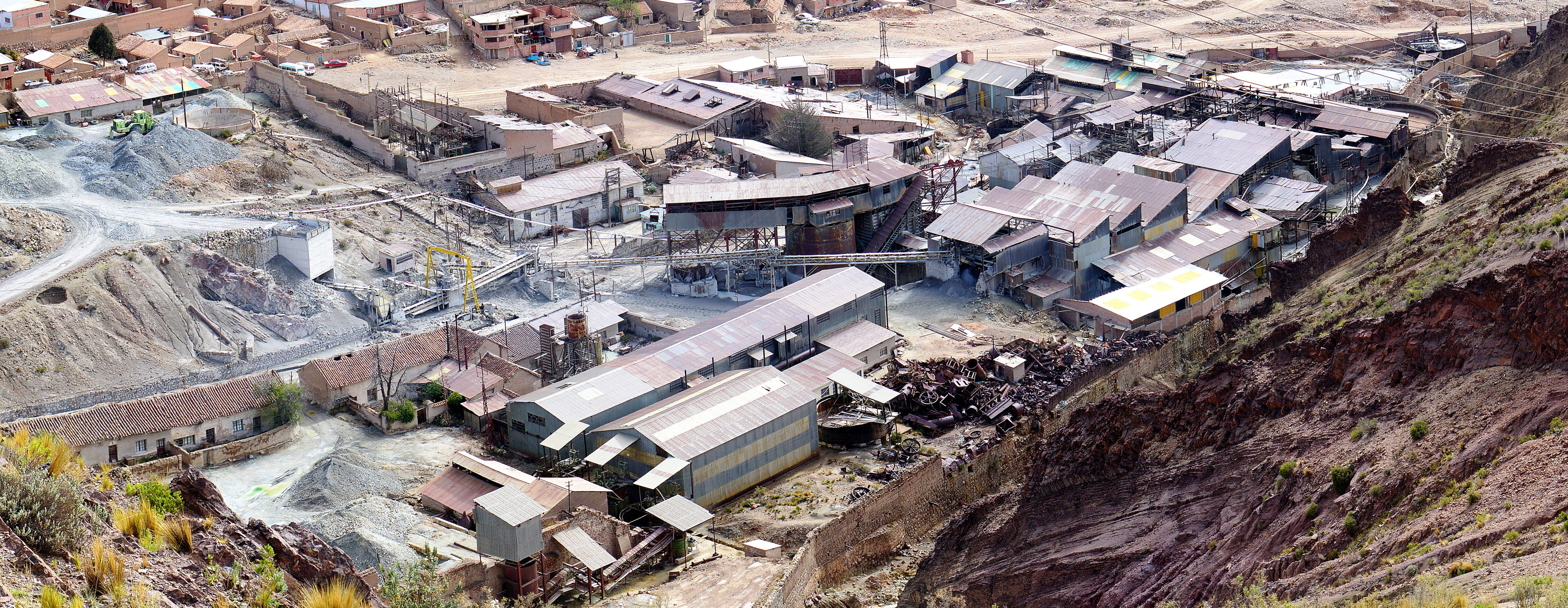
Mines de Potosí.

Bolívia és un dels més pobres i menys desenvolupats països d'Amèrica Llatina. Després d'una desastrosa crisi econòmica en el començament dels anys 1980, van ser fetes reformes econòmiques que van incentivar la inversió privada, van estimular el creixement econòmic i van disminuir la pobresa durant els anys 1990.
El període 2003-2005 va ser caracteritzat per inestabilitat política, tensions racials, i violentes protestes contra plans econòmics - després abandonats - d'exportar les grans reserves de gas natural recentment descobertes als grans mercats de l'hemisferi nord. El 2005 el govern va aprovar una controvertida llei d'hidrocarburs que va augmentar significativament els royalties i va exigir que les empreses estrangeres, que operaven sota contractes de risc, lliuressin la seva producció a la companyia estatal a un preu fixat. Els alts preus dels hidrocarburs van produir un superàvit fiscal el 2008, però la recessió global el 2009 va reduir el creixement.